# Ugolino Vivaldi Pasqua
Vittorio Ugolino Vivaldi Pasqua (Genova, 2 luglio 1885 – Roma, 20 ottobre 1910) è stato un aviatore italiano, pioniere e primo caduto dell'aviazione italiana. Con il brevetto di volo numero 6 del Regno d'Italia Vittorio Ugolino Vivaldi Pasqua, marchese di San Giovanni, fu il primo genovese ad ottenerlo, ma la sua carriera di aviatore fu drammaticamente breve, interrotta da un grave incidente che gli costò la vita. Fu la prima vittima di un incidente aereo in Italia.

## Biografia
Nacque a Genova il 2 luglio 1885, in una famiglia di antiche tradizioni militari, figlio di Giuseppe, Marchese dei Duchi di San Giovanni. Intrapresa la carriera nel Regio Esercito divenne tenente nell'arma di cavalleria, prestando servizio presso il 25º Reggimento "Lancieri di Mantova". Divenuto uno degli allievi prediletti di Federico Caprilli, fu presto noto, nell'ambiente dell'equitazione sportiva, come cavallerizzo abile, anche se segnatamente temerario e spericolato.
Dopo la morte di Caprilli, iniziò a interessarsi al volo, passando a prestare servizio presso la Brigata del genio aeronautico. Nei primi mesi del 1910 si recò in Francia per apprendere i primi rudimenti alla scuola Farman di Mourmelon-le-Grand. A proprie spese acquistò un aereo Farman Maury, dotato di un motore quadricilindrico Renault da 65 CV. 
Ritornato in Italia, nell'aprile dello stesso anno iniziò a volare in solitario decollando dai Prati di Caprara a Bologna. Nel mese di maggio partecipò alla Manifestazione Aerea Bolognese, sorvolando il cielo della città.
Quando l'esercito italiano inaugurò la scuola di volo di Centocelle, in previsione di un impiego militare aeronautico nell'imminente guerra italo-turca, chiese di esservi ammesso portando con sé il suo velivolo personale. Iniziò il corso l'11 agosto 1910, volando insieme al tenente pilota Umberto Savoja. Già tre giorni dopo volava per cinque ore consecutive, un risultato notevole per l'epoca. Ottenne il brevetto di volo n. 6 il successivo 18 ottobre.
Due giorni dopo, la mattina del 20 ottobre, sempre con il suo Farman Maury, effettuò un lungo volo dimostrativo che finì tragicamente. Decollato alle 7:38 da Centocelle doveva ricongiungersi con l'apparecchio pilotato dal tenente Umberto Savoja all'altezza di Ladispoli. Dopo aver sorvolato Maccarese si incontrò con Savoia su Ladispoli, e quindi, salutato l'amico fece rotta verso Civitavecchia. Dopo aver sorvolato la città, giunto su Santa Marinella invertì la rotta per rientrare a Centocelle. Giunto all'altezza della stazione della Magliana, improvvisamente il motore si spense. Il velivolo, osservato dai passeggeri di un treno in viaggio sulla tratta Civitavecchia-Roma si schiantò al suolo. Il pilota rimase ucciso sul colpo, e il suo corpo fu ritrovato dai passeggeri del treno, immediatamente accorsi, tra i rottami del velivolo.
Secondo il suo meccanico e il suo comandante, capitano Zimavo, l'incidente fu dovuto all'esaurimento del carburante e all'inesperienza di Vivaldi, che tentò di atterrare con un volo planato a motore spento, ma non riuscì nella manovra. Quel che rimane dell'aereo e una targa in sua memoria si trovano al Museo storico del Genio militare di Roma.

### Annotazioni
1. ↑  I suoi fratelli erano tutti militari di carriera: Marco capitano di fregata, Paolo sottotenente del 2º Reggimento di Cavalleria "Piemonte Reale" e Dario sottotenente del 27º Reggimento "Cavalleggeri di Aquila".

### Fonti
1. 1 2 3 4 5 6 7 8  Lazzari 2007, p. 28.
2. 1 2 3 4 5 6  Antonellini 2008, p. 211.
3. ↑  L'Illustrazione Italiana, n.35 del 28 agosto 1910.
4. ↑  Serrano Villard 2002, p. 258, i primi sei furono Mario Calderara, Bartolomeo Cattaneo, Stefano Amerigo, Umberto Savoja, Ludovico de Filippi mentre Leonino da Zara fu il numero sette.
5. 1 2 3 4 5 6  Romersa 1965, p. 38.
6. ↑  Romersa 1965, p. 39.
7. ↑  Le Petit Journal n. 234 del 22 agosto 1910.
8. ↑  Romersa 1965, p. 40.